# Мансури, Хосейн
Хосейн Мансури (перс. حسین منصوری‎; род. 12 июня 1956, Мешхед, Иран) — иранский поэт и переводчик, приёмный сын известной иранской поэтессы Форуг Фаррохзад.

## Биография
Хосейн Мансури родился в 1956 году в лепрозории «Мехраб Хан» в Мешхеде. Его отец был курдом из Керманшаха, а мать — из города Аламут в провинции Казвин. Они познакомились и поженились в том же лепрозории.
В 1962 году, во время съёмок документального фильма «Чёрный дом» в лепрозории Баба-Баги в Тебризе, Форуг Фаррохзад познакомилась с 6-летним Хосейном и усыновила его, с согласия его родителей. Причиной усыновления стало его сходство с сыном Форуг, Камьяром, а также его ответ на вопрос воспитательницы лепрозория во время съемок: «Назови какие-нибудь прекрасные вещи!» Мальчик ответил: «Луна, солнце, цветок, игра». Эта фраза впоследствии стала названием фильма о нем.
В 1967 году Форуг погибла в автокатастрофе. В 1975 году Хусейн эмигрировал в Лондон, где некоторое время жил вместе с Камьяром. С 1977 г. он живет в Мюнхене, Германия. В Германии жил также брат его приемной матери Ферейдун Фаррохзад, писатель, певец и телеведущий, который был убит иранскими спецслужбами в 1992 г.

## Творчество
Хосейн Мансури перевёл на немецкий язык произведения Форуг Фаррохзад, Сохраба Сепехри, Ахмадрезы Ахмади, Аббаса Сафария. Перевёл на фарси «Беспокойство» Фернандо Пессоа, «Месье Ибрагим и цветы Корана» Эрика-Эммануэля Шмитта, «Контрабас» Патрика Зюскинда, произведения Эмиля Чорана и Пауля Целана.
В 2007 году немецкий режиссёр Клаус Штригель снял документальный фильм о жизни Хосейна Мансури под названием «Луна, солнце, цветок, игра».
В 2020 году в Иране была опубликована книга «В отсутствие поэтов», один из разделов которой посвящён интервью с Хосейном Мансури о Форуг Фаррохзад.
Мансури поет и играет на гитаре, выпускает записи песен.